# Ermita de Nuestra Señora de las Angustias (Alcántara)
La ermita de Nuestra Señora de las Angustias es una ermita en estado ruinoso ubicada en la villa española de Alcántara, en la provincia de Cáceres.
Se ha fechado su construcción por su aspecto en el siglo XVII y aparece con uso religioso en documentos de finales del siglo XVIII. Se ubica integrada en una manzana del casco antiguo de la villa, en el centro de la calle Angustias, un callejón empedrado que une las calles Trajano y Chapatal. Actualmente, el edificio forma parte de una parcela privada formada por un bloque de tres viviendas.

## Historia y descripción
Se cree que la ermita fue construida en el siglo XVII, debido a la estructura del edificio y a algunos elementos que se conservan, como los adornos del escudo de armas. En el Interrogatorio de la Real Audiencia de Extremadura de 1791 se menciona como una de las ermitas de la villa. Con el tiempo, la ermita dejó de estar abierta al culto y pasó a formar parte de una parcela privada.
Está construida en mampostería de pizarra y consta de una nave de dos tramos con un cuerpo lateral adosado al menor de ellos. De los tramos, el primero es de planta cuadrada, y el segundo de planta rectangular, separados mediante un arco de medio punto. Tanto la nave central como la lateral están cubiertas por bóveda de arista. En el arranque de la cúpula se encastra un escudo de granito muy deteriorado. Su principal bien mueble es un retablo barroco clasicista con la imagen de la Virgen de las Angustias. En la fachada se abre un único hueco de acceso al edificio, formado por un arco de medio punto realizado con dovelas de granito. La fachada está rematada por una espadaña.